# Мамедов, Адалят Айдын оглы
Адалят Айдын оглы Мамедов (азерб. Ədalət Aydın oğlu Məmmədov; 3 августа 1974, Баку — 30 марта 2003, там же) — азербайджанский боксёр, выступавший в супертяжёлом весе (свыше 91 кг), чемпион Европы среди юношей 1992 года, бронзовый призёр юношеского чемпионата мира 1992 года, участник летних Олимпийских игр 1996 года, победитель немецкой Бундеслиги 1997 года.

## Биография
Адалят Айдын оглы Мамедов родился 3 августа 1974 года в Баку. Боксом начал заниматься ещё в подростковом возрасте в Узбекистане. В 1989 году переехал в Баку, где отец отвёл Адалята в секцию бокса Шамиля Алимзанова. По словам тренера, у Адалята был твёрдый характер, что он и показывал в бою и всегда отстаивал свою точку зрения. В скором времени Адалят Мамедов становится чемпионом СССР среди юношей, обладателем Кубка СССР, неоднократным чемпионом Азербайджана.
В 1992 году на юношеском чемпионате Европы в Эдинбурге Адалят Мамедов завоёвывает золотую медаль, а на чемпионате мира в Монреале — завоёвывает бронзу.
В 1993 году выступил на чемпионате мира в финском Тампере, на котором дошёл до четвертьфинала, где проиграл спортсмену из США.
В 1996 году Адалят Мамедов представлял Азербайджан на Олимпийских играх в Атланте. Победив в первых двух поединках, Мамедов дошёл до четвертьфинала, где из-за судейской ошибки пакистанского арбитра проиграл спортсмену из Нигерии, удостоившись пятого места. В этом же году на чемпионате Европы также доходил до четвертьфинала, где проиграл Владимиру Кличко.
После Олимпиады Мамедов отправился в Германию и выступал в Бундеслиге, где за год выиграл все 10 поединков нокаутом. Это был последний турнир Мамедова. После этого он ушёл из спорта.
Зимой 2003 года Адалят Мамедов женился. Однако, спустя всего три месяца, в ночь с 29 по 30 марта 2003 года Мамедов скончался от сердечной недостаточности.